# Тимошинська сільська рада
Тимошинська сільська рада — сільська рада у Білокуракинському районі Луганської області з адміністративним центром у селі Тимошине. Населення становить 514 особи. Щільність населення — 4,9 осіб/км².

## Населені пункти
Сільській раді підпорядковані населені пункти:
- с. Тимошине
- с. Куплювате
- с. Новоандріївка
- с. Осикове
- с. Чабанове

## Загальні відомості
Історична дата утворення: в 1990 році.
Сільська рада межує (з півночі за годинниковою стрілкою) з Червоноармійською сільською радою Білокуракинського району, Танюшівською сільською радою Новопсковського району, Олександропільською, Павлівською, Курячівською, Солідарненською сільськими радами Білокуракинського району. Територія сільської ради становить 103,4 км², периметр — 56,674 км.
Територія сільради лежить на вододілі річок Білої і Айдару, тож постійні водотоки відсутні. Споруджено ставки. Присутні байрачні ліси.

## Склад
Загальний склад ради: 12 депутатів. Партійний склад: Партія регіонів — 8 (66,7%), самовисування — 2 (16,7%), Комуністична партія — 1 (8,3%), Сильна Україна — 1 (8,3%). Голова сільради — Кошеленко Микола Володимирович, секретар — Пшеничний Микола Васильович.
| Тимошинська сільська рада   | Тимошинська сільська рада    | Тимошинська сільська рада   | Тимошинська сільська рада                                                                          |
| № зп                        | Прізвище, ім'я, по батькові  | Дата визнання обраним       | Відомості про обраного депутата                                                                    |
| Комуністична партія України | Комуністична партія України  | Комуністична партія України | Комуністична партія України                                                                        |
| --------------------------- | ---------------------------- | --------------------------- | -------------------------------------------------------------------------------------------------- |
| 1                           | Пшеничний Микола Васильович  | 2 листопада 2010            | Освіта вища, член Комуністичної партії України, Тимошинська школа, землевпорядник.                 |
| Партія регіонів             |                              |                             | |
| 1                           | Грекова Неля Анатоліївна     | 2 листопада 2010            | Освіта середня спеціальна, член Партії регіонів, Тимошинська школа, вчитель.                       |
| 2                           | Харченко Ольга Володимирівна | 2 листопада 2010            | Освіта середня спеціальна, член Партії регіонів, ПП СВФ «Агро», вагівник.                          |
| 3                           | Загоруйко Лариса Анатоліївна | 2 листопада 2010            | Освіта середня спеціальна, член Партії регіонів, Тимошинська сільська рада, головний бухгалтер.    |
| 4                           | Каюда Лариса Іллівна         | 2 листопада 2010            | Освіта вища, член Партії регіонів, Тимошинська школа, вчитель.                                     |
| 5                           | Чуприна Надія Миколаївна     | 2 листопада 2010            | Освіта середня, член Партії регіонів, Тимошинський фельдшерсько-акушерський пункт, медична сестра. |
| 6                           | Догадайло Олег Олексійович   | 2 листопада 2010            | Освіта середня, член Партії регіонів, Фермерське господарство «Новоандріївське», механізатор.      |
| 7                           | Ніхаєнко Любов Миколаївна    | 2 листопада 2010            | Освіта середня, член Партії регіонів, пенсіонер.                                                   |
| 8                           | Горбенко Марія Яковлівна     | 2 листопада 2010            | Освіта вища, член Партії регіонів, пенсіонер.                                                      |
| Сильна Україна              |                              |                             | |
| 1                           | Кришталь Олександр Федорович | 2 листопада 2010            | Освіта середня, член Політичної партії «Сильна Україна», тимчасово не працює.                      |
| Самовисування               |                              |                             | |
| 1                           | Гончаренко Ольга Миколаївна  | 2 листопада 2010            | Освіта середня спеціальна, позапартійна, бухгалтер ПП СВФ «Агро».                                  |
| 2                           | Борисенко Ніна Іванівна      | 2 листопада 2010            | Освіта середня, позапартійна, голова відділу поштового зв'язку села Тимошине.                      |

### Керівний склад ради
| ПІБ                            | Основні відомості                                                 | Дата обрання | Дата звільнення |
| ------------------------------ | ----------------------------------------------------------------- | ------------ | --------------- |
| Лисенко Іван Григорович        | Сільський голова, 1951 року народження, освіта, безпартійний      | 26.03.2006   | 31.10.2010      |
| Кошеленко Микола Володимирович | Сільський голова, 1976 року народження, освіта вища, безпартійний | 31.10.2010   |                 |

Примітка: таблиця складена за даними джерела

## Економіка
На землях сільради господарюють ПП СВФ Агро відділення «Тимошанське» (голова Марєєчев Іван Іванович); ФГ «Родничок» Синдецького Івана Порфильовича.